# Egon Petri

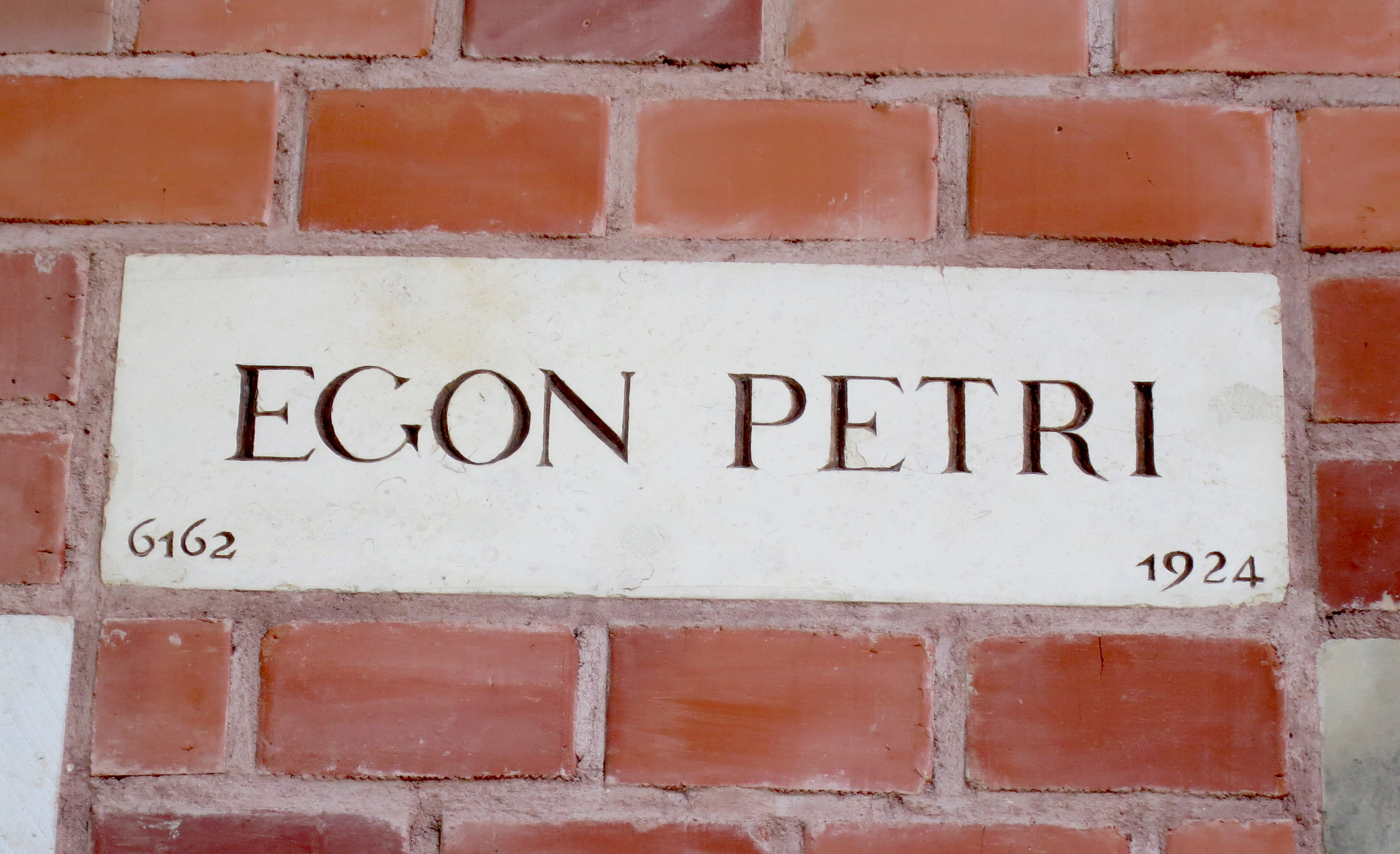
Mattone d'onore di Egon Petri al Castello Reale di Wawel, Cracovia, Polonia

Egon Petri (Hannover, 23 marzo 1881 – Berkeley, 27 maggio 1962) è stato un pianista olandese.

## Biografia
La famiglia di Petri era olandese. Nacque cittadino olandese, ma ad Hannover, in Germania, e crebbe a Dresda, dove frequentò la Kreuzschule. Suo padre, un violinista professionista, gli insegnò a suonare il violino. Quando era ancora un adolescente Petri suonava con l'Orchestra di Corte di Dresda e con il quartetto d'archi di suo padre. Studiò composizione e teoria con Hermann Kretzschmar e Felix Draeseke al Conservatorio di Dresda.
Fin da piccolo Petri aveva anche preso lezioni di pianoforte e alla fine, con il forte incoraggiamento di Ignacy Jan Paderewski e Ferruccio Busoni, si concentrò sul pianoforte. Studiò con Busoni, che lo influenzò molto. Si considerava più un discepolo che uno studente di Busoni. Sotto l'influenza di Busoni, Petri si concentrò sulle opere di Johann Sebastian Bach e Franz Liszt, compositori che, insieme allo stesso Busoni, rimasero al centro del suo repertorio.
Durante la prima guerra mondiale Petri si trasferì con Busoni in Svizzera, dove lo assistette come curatore delle composizioni per tastiera di Bach. Negli anni '20 Petri insegnò a Berlino; tra i suoi studenti figuravano Victor Borge, Stanley Gardner, Jan Hoffman, Gunnar Johansen, Vitya Vronsky e Ilja Grinstein. Nel 1923 divenne il primo solista non sovietico a suonare in Unione Sovietica.
Nel 1927 si trasferì a Zakopane, in Polonia, dove, fino allo scoppio della seconda guerra mondiale nel 1939, diresse sessioni estive e di inizio autunno e masterclass per studenti selezionati di pianoforte. Dal 1929 effettuò registrazioni per diverse etichette, inclusa la Columbia Records.
Petri fuggì dalla Polonia il giorno prima dell'invasione tedesca nel settembre 1939, ma dovette lasciare tutti i suoi libri, musica e lettere, compresa la sua corrispondenza con Busoni (queste carte sopravvissero e furono recuperate).
Si trasferì negli Stati Uniti, lavorando prima alla Cornell University e poi al Mills College di Oakland, in California. Si rifiutò di suonare di nuovo in Germania. Nel 1955 divenne cittadino americano naturalizzato.
Sebbene sia stato cittadino olandese fino all'età di 74 anni, non ha mai vissuto nei Paesi Bassi e non era a suo agio con la lingua olandese. In un'occasione, quando si esibì per la regina Guglielmina, parlarono in tedesco. Parlava correntemente tedesco, inglese, francese, italiano, polacco e russo.
Era una figura importante tra molti pianisti della metà del XX secolo. Tra i suoi studenti internazionali c'erano Earl Wild, Ozan Marsh, John Ogdon e Xenia Boodberg Lee.
Petri aveva una tecnica superba e una sonorità potente ed era un esponente superlativo delle opere più grandi di Beethoven, Liszt e Brahms. Era anche un sostenitore della nuova musica.
Petri morì nel 1962 a Berkeley, in California.